# Емельяненко, Анна Александровна
Анна Александровна Емельяненко (род. 18 декабря 1991) — российская самбистка, призёр чемпионата России по самбо, призёр летней Универсиады 2013 года в Казани в борьбе на поясах, мастер спорта России  по вольной борьбе, мастер спорта России по самбо. Боец смешанных единоборств. По состоянию на август 2020 года провела 6 боёв, во всех одержала победы (2 победы нокаутом, 2 победы болевым приёмом, 1 победа удушающим приёмом, 1 победа единогласным решением судей). По данным сайта Sherdog, 12 июня 2019 года потерпела поражение от представительницы Узбекистана Шахзоды Рахимовой.

## Спортивные результаты
- Чемпионат России по самбо 2015 года — .